# La vita operosa
La vita operosa - Avventure del '19 a Milano è un romanzo di Massimo Bontempelli pubblicato in volume presso Vallecchi nel 1921. Il romanzo era già stato pubblicato tra il settembre e il novembre del 1920 sulle pagine del settimanale «I.I.I.» (Industrie Italiane Illustrate).

## Contenuti
Il romanzo è suddiviso in nove capitoli:
1. Aperta campagna
2. La statua di Bartolo
3. Pescecanea
4. Per Belloveso
5. L'ultimo vampiro
6. L'isola di Irene
7. Laura lontana
8. Il dàimone nell'anticamera
9. Consolazione della filosofia

## Edizioni
- Massimo Bontempelli, La vita operosa, a cura di Luigi Baldacci, in Opere Scelte, I Meridiani, Arnoldo Mondadori Editore, 1978.